# Mahiedine Mekhissi-Benabbad
Mahiedine Mekhissi-Benabbad, född den 15 mars 1985 i Reims, är en fransk friidrottare med algerisk bakgrund som tävlar i hinderlöpning.
Mekhissi-Benabbad deltog vid junior-VM 2004 där han blev tia på 3000 meter hinder. Hans första världsmästerskap som senior blev VM 2007 i Osaka där han slutade på sjätte plats. Vid Olympiska sommarspelen 2008 noterade han ett personligt rekord i finalen då han sprang på 8.10,49. Tiden räckte till en överraskande silvermedalj och han var bara 15 hundradelar efter Brimin Kipruto som blev guldmedaljör.